# テンプル・オブ・ザ・ドッグ (アルバム)
『テンプル・オブ・ザ・ドッグ』（Temple of the Dog）は、アメリカのロックバンド、テンプル・オブ・ザ・ドッグのデビューアルバム。1991年4月16日にA&Mよりリリース。
テンプル・オブ・ザ・ドッグは1990年3月にヘロインのオーバードースにより死去したマザー・ラヴ・ボーンのフロントマン、アンドリュー・ウッドへの追悼を込めて結成された。アルバムはシアトルのロンドン・ブリッジ・スタジオで、1990年11月から12月にかけて15日間でレコーディングされた。1991年4月にリリースされ、全米5位を記録しプラチナディスクを獲得。

## 収録曲
特筆ない限り全曲クリス・コーネルの作詞作曲
1. "Say Hello 2 Heaven" - 6:22
2. "Reach Down" - 11:11
3. "Hunger Strike" - 4:03
4. "Pushin Forward Back" (Ament, Gossard) - 3:44
5. "Call Me a Dog" - 5:02
6. "Times of Trouble" (Gossard) - 5:41
7. "Wooden Jesus" - 4:09
8. "Your Saviour" - 4:02
9. "Four Walled World" - (Gossard) - 6:53
10. "All Night Thing" - 3:52

## 参加ミュージシャン
- クリス・コーネル - ボーカル、バンジョー (#7)、ハーモニカ (#6)
- マイク・マクレディ - リードギター
- ストーン・ゴッサード - リズムギター、スライドギター、スティール弦アコースティックギター
- ジェフ・アメン - ベース
- マット・キャメロン - ドラムス
- エディ・ヴェダー - コーラス (#4, #8, #9)、ボーカル (#3)